# Helene Strack
Helene Strack (* 7. Juli 1798 in Eutin; † 28. April 1853 in Oldenburg) war eine deutsche Blumenmalerin.

## Leben

### Familie
Helene Strack war die älteste Tochter des Landschaftsmalers Ludwig Philipp Strack und dessen Ehefrau, die Blumenmalerin Magdalena Margareta, Tochter des Malers Johann Jacob Tischbein (1725–1791) und der Malerin Magdalena Gertrud (geb. Lilly); sie hatte noch drei Brüder und eine Schwester, zu diesen Geschwistern gehörte unter anderem der Architekt Heinrich Strack.
Sie wuchs bis 1803, aufgrund der Tätigkeit ihres Vaters als Hofmaler für Herzog Peter Friedrich Ludwig von Oldenburg, in dessen Eutiner Sommerresidenz auf. 1803 übersiedelte die Familie dann nach Oldenburg, hielt sich jedoch, aufgrund der französischen Invasion zwischen 1811 und 1814 (siehe auch Oldenburgische Franzosenzeit), zumeist in Hamburg und Eutin auf. Erst nach der Befreiung Oldenburgs kehrte die Familie dorthin zurück.
Sie blieb zeit ihres Lebens unverheiratet.

### Werdegang
Helene Strack erhielt ihre malerische Ausbildung bei ihrem Vater und betätigte sich überwiegend als Blumenmalerin, war aber auch als Porträt- und Früchtemalerin tätig.

## Ausstellungen
Mit Gründung des Oldenburger Kunstvereins 1843 stellte Helene Strack ihre Werke mehrmals öffentlich aus.
Ihre Blumenbilder wurden 1878, nach ihrem Tod, auch im Verein der Berliner Künstlerinnen gezeigt.
Anlässlich des 75. Jahrestages der Gründung des Oldenburger Kunstvereins wurden unter anderem im Herbst 1918 auch ihre Werke auf einer Ausstellung des Vereins gezeigt.

## Werke (Auswahl)
- Blumenstillleben (um 1835) und weitere Blumenaquarelle sowie ein Skizzenbuch im Stadtmuseum Oldenburg[2]
- Blumenstück auf einem Ofenschirm im Landesmuseum für Kunst und Kulturgeschichte Oldenburg